# Gmina Pińczów
Die Gmina Pińczów ist eine Stadt-und-Land-Gemeinde im Powiat Pińczowski der Woiwodschaft Heiligkreuz in Polen. Sitz des Powiats und der Gemeinde ist die gleichnamige Stadt mit etwa 11.000 Einwohnern.
Die Gemeinde liegt zwischen Krakau und Kielce. Zu den Gewässern gehört der Fluss Nida.

## Geschichte
Von 1975 bis 1998 gehörte die Gemeinde zur Woiwodschaft Kielce.

### Partnerschaften
Partnerstädte der Gemeinde sind (Stand: Oktober 2021)
- Bystřice (Tschechien)
- Svodín (Slowakei)
- Tata (Ungarn)
- Ploiești (Rumänien)
- Caudry (Frankreich)

## Gliederung
Zur Stadt-und-Land-Gemeinde (gmina miejsko-wiejska) gehören neben der Stadt folgende 41 Dörfer mit Schulzenämtern (sołectwa):
Aleksandrów
Bogucice
Bogucice Drugie
Borków
Brzeście
Bugaj
Byczów
Chrabków
Chruścice
Chwałowice
Gacki
Grochowiska
Kopernia
Kowala
Kozubów
Krzyżanowice Dolne
Krzyżanowice Średnie
Leszcze
Marzęcin
Młodzawy Duże
Młodzawy Małe
Mozgawa
Orkanów
Pasturka
Podłęże
Sadek
Skowronno Dolne
Skowronno Górne
Skrzypiów
Szarbków
Szczypiec
Uników
Winiary
Włochy
Wola Zagojska Dolna
Wola Zamojska Górna
Zagórzyce
Zagość Nowa
Zagość Stara
Zakrzów
Zawarża